# Rauville-la-Bigot
Rauville-la-Bigot ist eine französische Stadt mit 1.091 Einwohnern (Stand: 1. Januar 2022) im Département Manche in der Region Normandie. Die Gemeinde gehört zum Arrondissement Cherbourg und zum Kanton Bricquebec-en-Cotentin. Die Einwohner nennen sich Rauvillais.

## Geografische Lage
Rauville-la-Bigot befindet sich etwa 14 Kilometer südsüdöstlich von Cherbourg-Octeville im Zentrum der Halbinsel Cotentin. Der Douve begrenzt die Gemeinde im Nordosten. Umgeben wird Rauville-la-Bigot von den Nachbargemeinden 
- Breuville im Norden,
- Brix im Nordosten,
- Sottevast im Osten,
- Bricquebec-en-Cotentin mit Bricquebec im Südosten und Quettetot im Süden,
- Grosville im Westen,
- Bricquebosq im Nordwesten.

## Bevölkerungsentwicklung
| Jahr                      | 1962 | 1968 | 1975 | 1982 | 1990 | 1999 | 2006 | 2013 |
| Einwohner                 | 727  | 663  | 646  | 742  | 823  | 860  | 1036 | 1183 |
| Quelle: Cassini und INSEE |      |      |      |      |      |      |      |      |

## Sehenswürdigkeiten

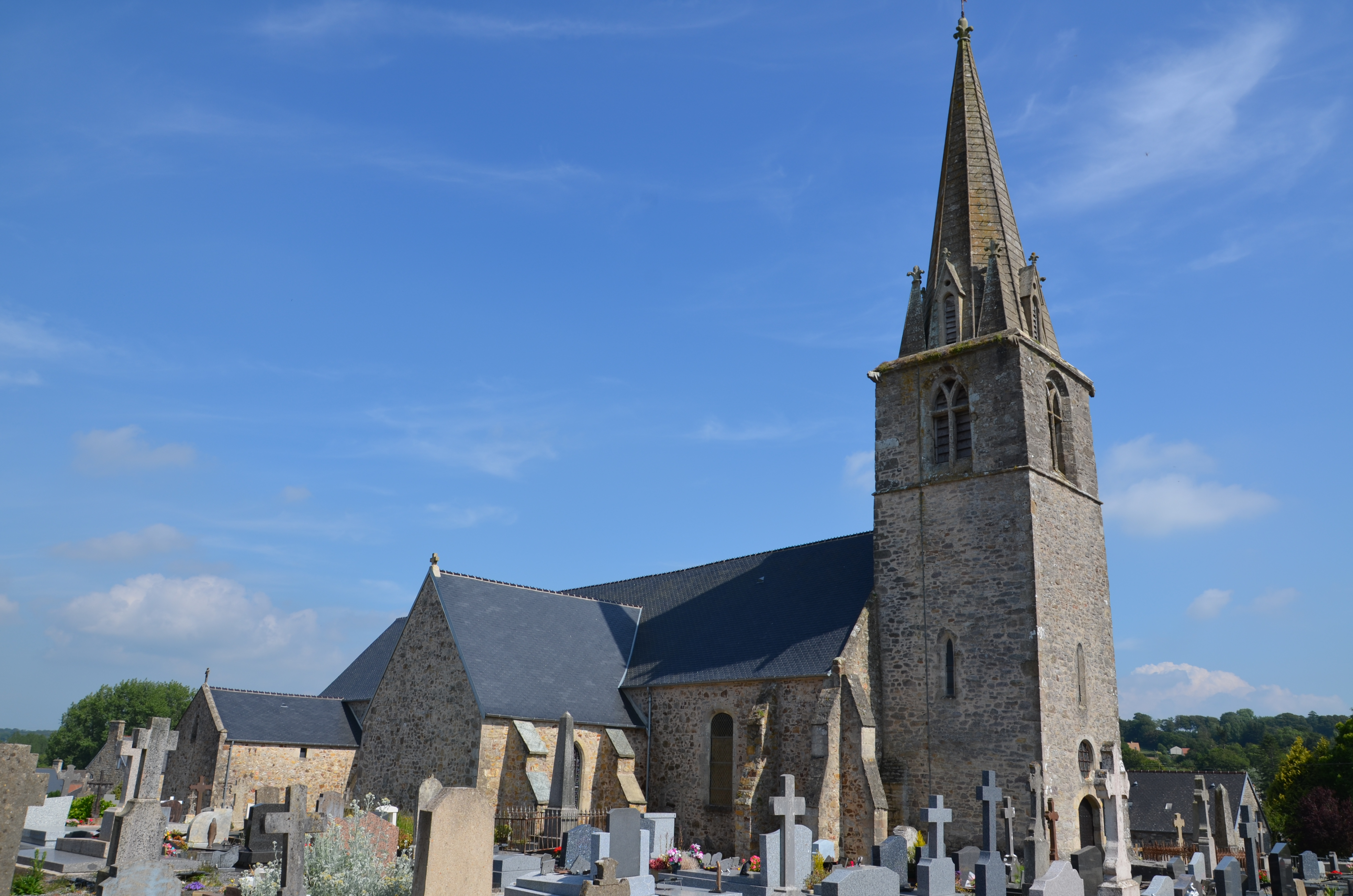
Kirche Notre-Dame

- Kirche Notre-Dame aus dem 18. Jahrhundert, Monument historique
- Schloss La Chesnée